# Ahmet Nurmambet
Ahmet Nurmambet (n. 1893, Cugir, România – d. 1953, Medgidia, Constanța, România) a fost un distins ofițer de etnie tătară al Armatei Române. Este tatăl cunoscutei interprete de muzică populară Kadriye Nurmambet.

## Biografie
Ahmet s-a născut în 1893. Cel care i-a îndrumat pașii către cariera armelor a fost unchiul său, colonelul Refiyîk Kadír. În anul școlar 1900/1901 urmează deja cursurile gimnaziului militar din Iași. După absolvirea studiilor, în 1909 este încadrat în serviciul miltar cu gradul de sublocotenent de cavalerie.
În timpul Primului Război Mondial ia parte la Bătălia de la Oituz (1917) și la Bătălia de la Mărășești în cadrul Regimentului 12 Roșiori.
După război, prin reorganizarea armatei care a avut loc în deceniul al treilea, regimentul său este încadrat în Regimentul 4o infanterie din cadrul Diviziei a 9-a infanterie, staționat mai întâi la Constanța, dar transferat apoi la Bazargic, în Cadrilater. Aici o întâlnește pe Pakize din Kavarna, județul Caliacra. Se căsătoresc în 1931 și vor avea doi copii: Kadriye și Ğengiz. Când, pe la începutul Celui de al Doilea Război Mondial în 1940, România cedează Bulgariei Dobrogea de Sud, Ahmet Nurmambet este relocat împreună cu familia la Medgidia unde este numit comandantul garnizoanei.
Ahmet a primit de-a lungul vieții distincții de recunoaștere a personalității sale militare. A murit în 1953.